# سيلفيان شارلبويس
سيلفيان شارلبويس هو اقتصادي كندي، ولد في مارس 1970 في فارنهام في كندا.